# Motacilla clara
Motacilla clara е вид птица от семейство Стърчиопашкови (Motacillidae).

## Разпространение
Видът е разпространен в Ангола, Ботсвана, Бурунди, Габон, Гвинея, Екваториална Гвинея, Етиопия, Замбия, Зимбабве, Камерун, Република Конго, Демократична република Конго, Кот д'Ивоар, Кения, Либерия, Малави, Мали, Мозамбик, Нигерия, Руанда, Сиера Леоне, Свазиленд, Танзания, Уганда, Централноафриканската република и Южна Африка.